# Süleyman Seyyid

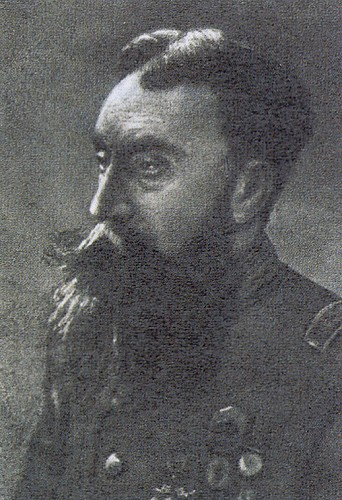
Bildnis des Süleyman Seyyid (eventuell Selbstporträt)

Süleyman Seyyid, auch Süleyman Seyyit und Süleyman Sayyid, (* 1842 in Istanbul; † 1913 ebenda) war ein türkischer Maler und Kunstpädagoge, der vor allem für seine Stillleben bekannt war.

## Leben

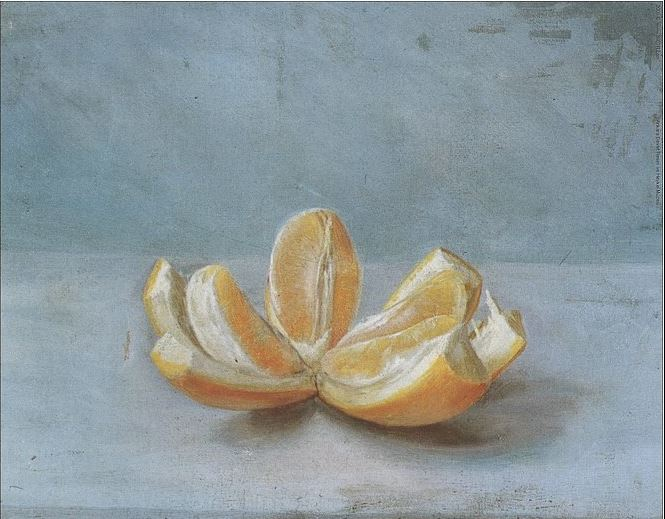
Stillleben mit Orange

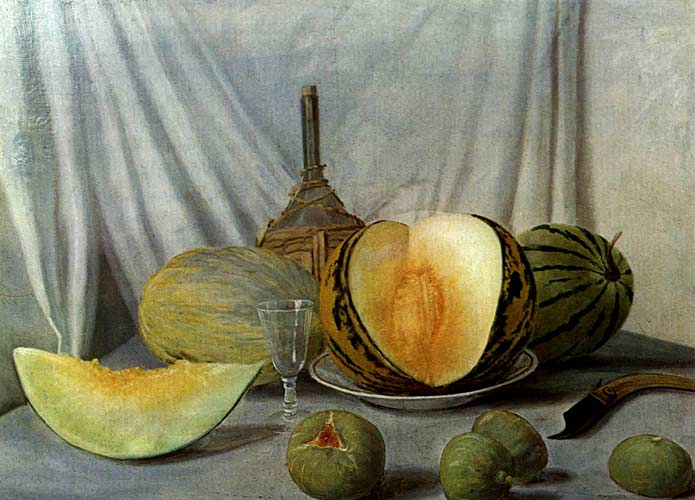
Stillleben

Süleyman Seyyid wurde 1842 in Istanbul als Sohn des anatolischen Adligen Hacı Ísmail Efendi geboren. Nach seiner Schulausbildung besuchte er die Militärakademie Mekteb-i Harbiye (heute Kara Harp Okulu) und nahm hier Zeichenunterricht bei Joseph Schranz. Im Jahr 1864 schickte ihn Sultan Abdülaziz zur Weiterbildung nach Paris an die osmanische Militärschule Mekteb-i Osmanî, außerdem besuchte Seyyid Kurse an der École des beaux-arts de Paris, wo er bis 1870 Malerei bei Gustave Boulanger, Robert Flori und Alexandre Cabanel studierte. Im Jahr 1870 hielt e sich einige Monate in Rom auf, bevor er im folgenden Jahr nach Istanbul zurückkehrte.
Ab 1873 arbeitete er als Französischlehrer an der Mekteb-i Harbiye in Istanbul. Nach dem Tod des Mallehrers Abraham Bey wurde Seyyid mit Şeker Ahmed Pascha Lehrer für Malerei an der Schule. Nach Meinungsverschiedenheiten mit Ahmed Pascha trat er 1880 zurück und wechselte als Lehrer an die Kuleli Askerî İdadisi, ab 1884 unterrichtete er an der Askerî Tıbbıye İdadisi (Medizinschule des Militärs). Im Jahr 1910 wurde er im Range eines Albay (Oberst) pensioniert.

## Werk
Süleyman Seyyid malte vor allem Stillleben mit Blumen und Obst. Die Gemälde weisen geometrische Grundformen in der Komposition auf und erinnern stilistisch an seine akademische Ausbildung in Paris. Seyyid nutzte klare, leuchtende Farben und bevorzugte Smaragd- und Seladongrün (auch Veronesergrün) in feinen Farbabstufungen. Seyyid gelang eine Kombination aus der europäischen Variante der Bildgattung des Stilllebens mit Bildmotiven einheimischer Blumen und Obstsorten wie etwa Tulpen, Orangen und Wassermelonen. Für die Pariser Weltausstellung im Jahr 1867 reichte Seyyid ein Blumenstillleben mit Flieder (Leylaklar) ein und gewann eine Medaille. Sein bekanntestes Werk Stillleben mit Orangen (um 1895) befindet sich heute in der Sammlung des Staatlichen Gemälde- und Skulpturen-Museums (Resim ve Heykel Müzesi) in Ankara.
Neben Stillleben malte der Künstler auch Figuren-Kompositionen, einige Porträts und Landschaften. In der Landschaftsmalerei bildete er oftmals den anatolischen Stadtteil Üsküdar ab.